# Egino II. (Freiburg)

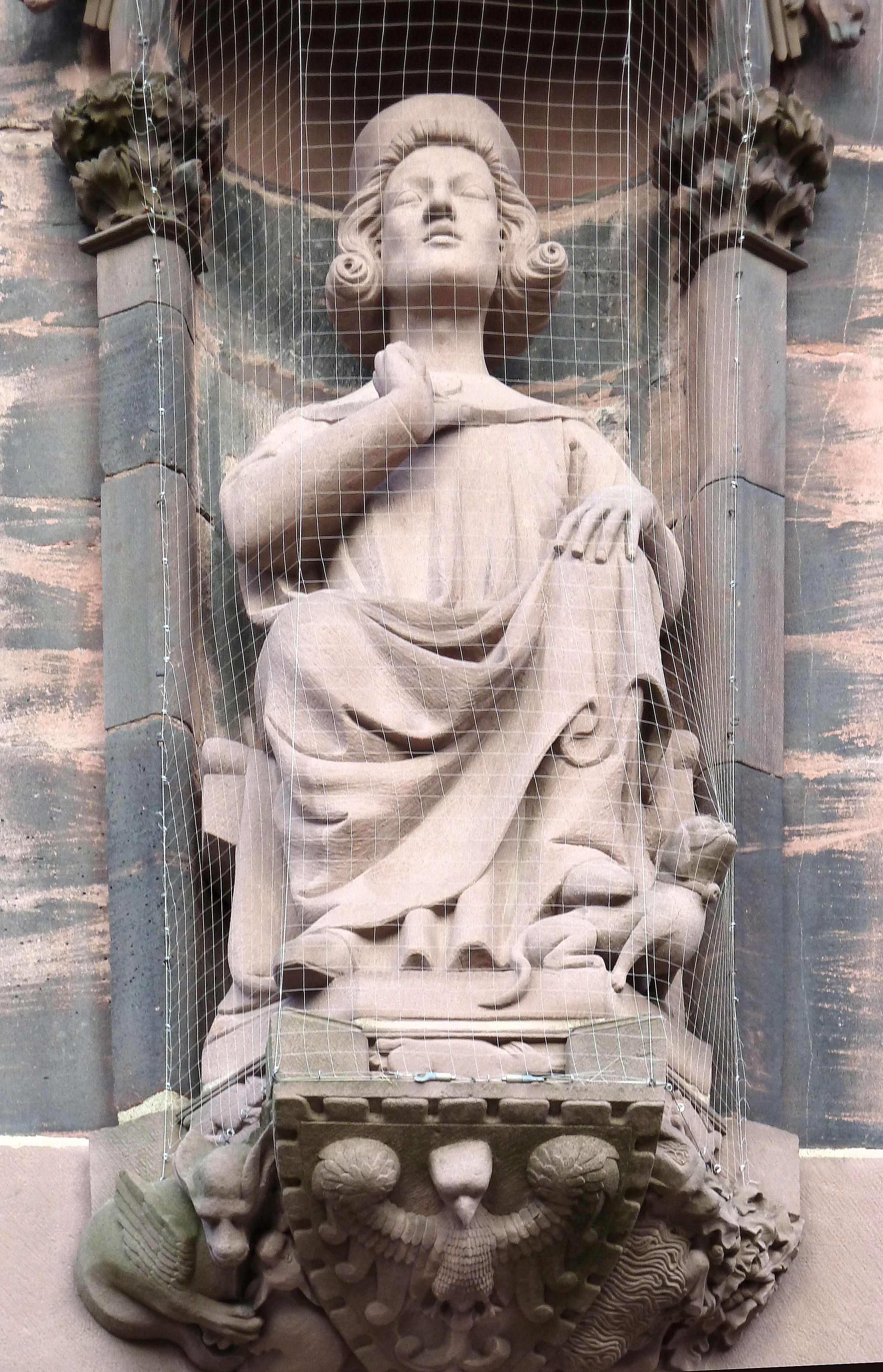
Egino II., Graf von Freiburg. Skulptur an der Frontseite des Freiburger Münsters

Egino II. († 1318) war von 1271 bis 1316 Graf von Freiburg.
Er war der älteste Sohn Konrads I. von Freiburg (1236–1271) und Sophias von Zollern.
Egen, in dessen Wesen Trotz, Entschiedenheit und Uebermuth sich einten, fehlte gleich groß durch seine feindliche Stellung dem neugewählten König Rudolf gegenüber; während sein Bruder und besonders ihr politisch-kluger Vetter Heinrich von Fürstenberg treu zu dem ihnen verwandten Könige hielten. Der Grund des Bruches liegt wohl nahe: Rudolf forderte von Egino zurückgehaltene Reichsgüter zurück, hielt strenge auf den Landesfrieden und begünstigte die Städte gegenüber den Herren.

## Streit mit König Rudolf
Allgemein traute man dem neuen König wegen seines nur kleinen Grundbesitzes in der Nordschweiz und im Oberelsass kein großes Stehvermögen zu. So konnte Egino Freiburgs Bürgerschaft 1275 leicht überreden, die Zähringer Burg, die 1218 als Lehen nicht an die Uracher gekommen, sondern auf Betreiben Friedrichs II. als Feste an das Reich zurückgefallen war, zu zerstören. Als wegen dieses übermütigen Akts gegen Reichseigentum Rudolf 1281 mit einem großen Heer vor Freiburg erschien, flehten Graf und Bürger nach nur dreiwöchiger Belagerung um Gnade. Wohl wissend, dass er von Egino kein Geld erwarten kann, bat Rudolf in der Sühneurkunde die Bürger zur Kasse, die 2000 Mark Silber als Reparationszahlung zur Beseitigung der Kriegsschäden leisten und dazu dem Grafen neben den bisherigen hundert, noch weitere hundert Mark Silber jährlich entrichten mussten.

## Neufassung der Stadtverfassung
Als im Jahre 1293 der Stadtrat das Stadtrodel von 1120 neu fassen wollte, weil angeblich die Schrift "verböst" (unleserlich) war, kam es zu Unstimmigkeiten mit Egino II. über die Stadtverfassung. Denn der neue Verfassungsbrief war nicht bloß eine Abschrift des alten, sondern er enthielt neue Bestimmungen. So erhielten die Handwerker über ihre Zünfte mehr politische Rechte. Der Stadtrat wuchs auf 67 Mitglieder an, als zu den bestehenden 48 Stadträten die 18 Zunftmeister traten. Egino stimmte der Neufassung des Stadtrodels zu, sofern nur die Finanzen stimmten. Für ihn war die wichtigste Bestimmung des neuen Verfassungsbriefs: Die Bürger sollen dem Herren jährgelich zum Gewerfe (Steuer) geben zweihundert Marken Silbers, unverzogenlich an Sante Martinsmeß.

## Der Tod Konrad von Lichtenbergs
Als Rudolf im Jahre 1291 starb, wählten die Kurfürsten mit Adolf von Nassau wiederum einen schwachen Kandidaten ohne Hausmacht zum König. Als der Sohn Rudolfs, Herzog Albrecht am Oberrhein erschien, um seine ererbten Thronansprüche durchzusetzen, schlugen sich Graf Egino II. und sein Sohn Konrad auf seine Seite, während die Stadt zum König hielt. Nachdem Adolf in der Entscheidungsschlacht von Göllheim gefallen war, bestätigte Albrecht seinen Verbündeten, alle Rechte über Land und Leute ihrer Herrschaft um den dinst, den si uns und dem riche hant getan.
Freiburg hatte auf den Falschen gesetzt. Gestärkt durch das Lob Albrechts verlangte Egino als Wiedergutmachung von der Stadt Geld. Es kam zum Streit zwischen den Bürgern und dem Grafen, in dem die zahlungsunwilligen Freiburger vom Oberlindenplatz aus mit Wurfmaschinen die untere Burg Eginos beschossen. Da rief Egino seinen Schwager Konrad von Lichtenberg, den Bischof von Straßburg, gegen die rebellischen Bürger zu Hilfe. Umb S. Jacobs tag (25. Juli)/ do wardt die stadt Freyburg in Breisgaw belegert/ von Herr Cunraten von Liechtenberg dem Bischoff zu Strasburg/ unnd stürmbt die Stadt/ do liefen aus der stadt heraus viel frischer knecht unnd dapfere burger/ die stachen mit den feinden/ unnd als der Bischoff sein volck im heer anweiset/ do waget sich ein burger von Freyburg/ der was ein metzger/ der lieff in die feindt/ unnd stach ein spies in den Bischoff/ als das geschach/ do zog menigklich unnd der gantze hauff aller gleich von dannen ab/ und wardt der krieg geendet als der Bischoff erstochen was. Die frevelhafte Tötung eines Bischofs musste gebüßt werden. Der Sühnebrief trägt das Datum des 30. Januar 1300 und bestimmt eine Erhöhung des jährlich an den Grafen zu entrichtenden Geldbetrages von 200 auf 300 Mark. Die finanzielle Belastung der Stadt wurde durch die Erhebung eines Ungelds (Steuer) auf Wein gemildert.

## Streit zwischen Vater und Sohn
Doch selbst die jährliche Zuwendung von 300 Mark reichte nicht aus, um des Grafen Ausgaben zu bestreiten. So veräußerte Egino aus Geldmangel ein Gut nach dem anderen. Darüber geriet der junge Graf so in Zorn, dass er seinen Vater auf der Burg gefangen setzte. Schließlich übergab Egino ungezwungen am 31. März 1316 seinem Sohn Konrad die Herrschaft.